# 米约区
米约区是法国阿韦龙省所辖的一个区。总面积3467平方公里，总人口67612，人口密度19人/平方公里（1999年）。主要城镇为米约。

## 辖区
米约区辖有15个县,共有110个市镇。